# Mastomys erythroleucus
Mastomys erythroleucus је врста глодара из породице мишева (лат. Muridae).

## Распрострањење
Врста је присутна у Бенину, Буркини Фасо, Бурундију, Гани, Гвинеји Бисао, ДР Конгу, Етиопији, Камеруну, Кенији, Либерији, Малију, Мароку, Мауританији, Нигеру, Нигерији, Обали Слоноваче, Руанди, Сенегалу, Сијера Леонеу, Судану, Тогу, Уганди, Централноафричкој Републици и Чаду.

## Станиште
Врста Mastomys erythroleucus има станиште на копну
Врста је по висини распрострањена до 1.500 метара надморске висине.

## Угроженост
Ова врста није угрожена, и наведена је као последња брига јер има широко распрострањење.

### Популациони тренд
Популација ове врсте је стабилна, судећи по доступним подацима.